# 専福寺 (東京都北区)
専福寺（せんぷくじ）は、東京都北区にある真言宗智山派の寺院。

## 概要
創建年代は不明である。ただし江戸時代初期の墓石が残っている。
江戸幕府昌平坂学問所が編纂した『新編武蔵風土記稿』によると「新義真言宗袋村真頂院門徒神谷山ト号ス本尊薬師」とあり、袋村（現・赤羽北）の真頂院との関係が深かった。
かつては尼寺であったが、現在は尼寺ではない普通の寺である。

## 交通アクセス
- 王子神谷駅より徒歩6分。